# Mérilheu
Mérilheu is een gemeente in het Franse departement Hautes-Pyrénées (regio Occitanie) en telt 246 inwoners (2005). De plaats maakt deel uit van het arrondissement Bagnères-de-Bigorre.

## Geografie
De oppervlakte van Mérilheu bedraagt 3,4 km², de bevolkingsdichtheid is 72,4 inwoners per km².

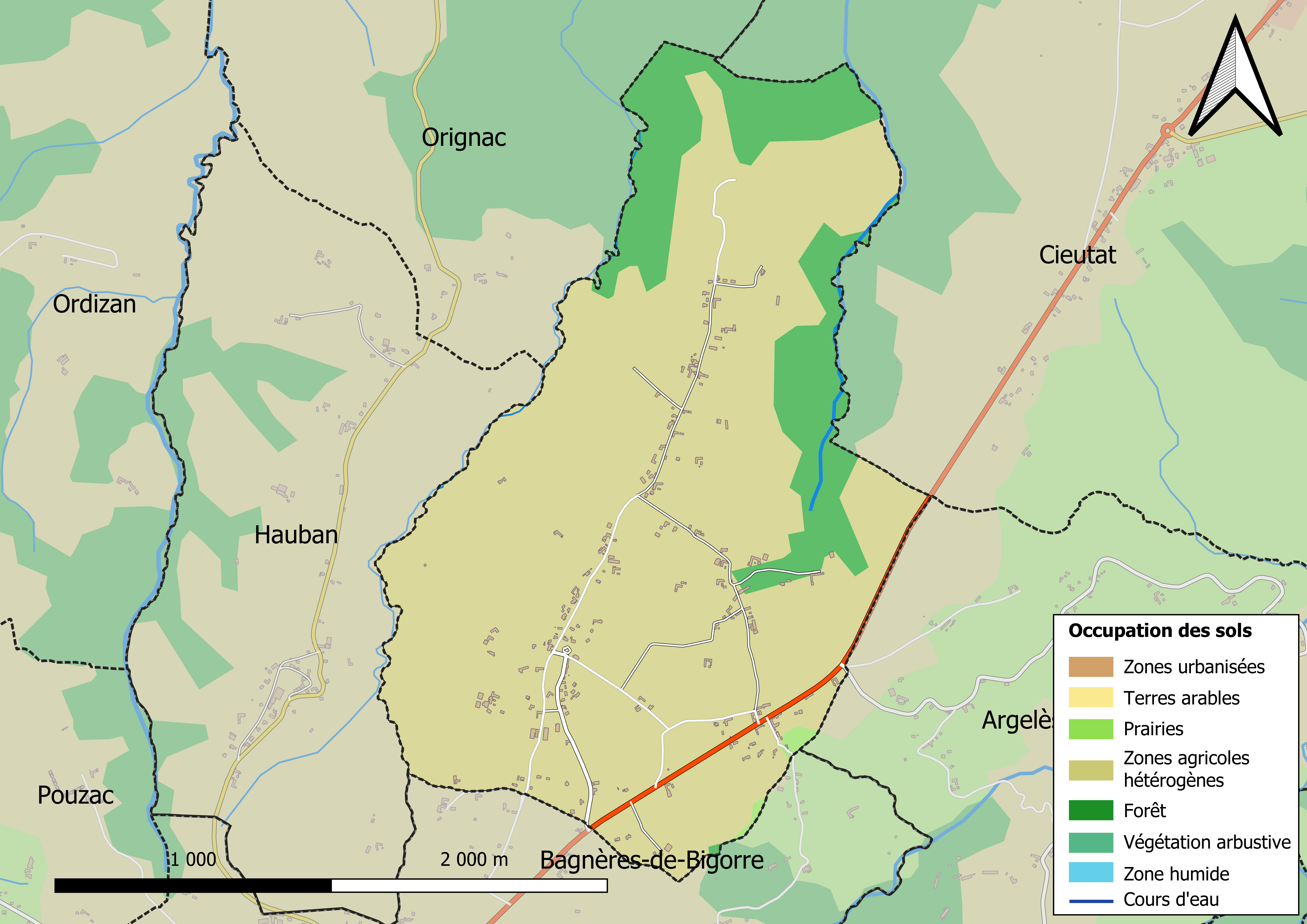
Kaart van de gemeente met belangrijkste infrastructuur, bodemgebruik en omliggende gemeenten

## Demografie
Onderstaande figuur toont het verloop van het inwonertal (bron: INSEE-tellingen).